# Христианский церковно-общественный канал
Христианский церковно-общественный канал (более известен как Радио «София») — российская радиостанция, вещавшая в Москве и Московской области на средних волнах с 1 июня 1995 по 1 ноября 2009 года.

## История
Радиостанция образована в результате объединения двух радиостанций: «Благовест» (Париж), возглавляемая католичкой Ириной Иловайской-Альберти и «София» (Москва), возглавляемая протоиереем Иоанном Свиридовым. Начала вещание 1 июня 1995 года в Москве на средних волнах (1116 кГц). Поскольку программы радио «София» составляли основную часть эфира, названия «Христианский церковно-общественный канал» и «София» стали употребляться как синонимы. В 1996 году к каналу присоединилась католическая студия «Дар» (Москва, главный редактор Пётр Сахаров). Вещание было организовано на средства католической организации Kirche in Not. Как отмечала газета «Известия», «с самого начала „Христианский церковно-общественный канал“ стал для „Русской мысли“ чем-то вроде радиоверсии: Ирина Иловайская пять лет вела ежедневную программу на канале, а Свиридов входил в состав редколлегии „Русской мысли“».
По словам редактора радио «Софии» (составной части канала) протоиерея Иоанна Свиридова:

Наши сотрудники далеко не консервативны, а на радио мы говорим о демократических ценностях, имеем свои взгляды, не совпадающие с ортодоксальной Церковью, за что и подвергаемся критике с её стороны. Если ты один носитель истины, то становишься внутренне замкнутым. Спонсоры в России требуют взамен пропагандирование их взглядов, и мы вынуждены перейти на обслуживание иной структуры, чтобы не расставаться со свободой слова.
Литературовед Михаил Дунаев, работавший на радио «София» ещё до его слияния с «Благовестом», отмечал:

На первом канале государственного радиовещания появилась религиозная православная радиостанция, которая потом обособилась за счёт спонсора, то есть госпожи Иловайской. Мы вместе начинали работать с о. Иоанном Свиридовым — духовным наставником канала «София». При сменившемся руководстве я продолжал делать православные передачи по литературе. Но всё более и более стала проявляться прокатолическая позиция радиостанции. Я придерживался строго православных воззрений на литературу, тогда как руководство канала требовало если не католического, то хотя бы экуменического взгляда на литературные произведения. В конце концов, меня уволили со словами: «Вы не вписываетесь в концепцию радиостанции». Работая там, я понял, что по отношению к Православию радиостанция занимает иногда явную, иногда скрытную, но… враждебную позицию.
Авторами передач канала были священники (Иоанн Свиридов, Владимир Лапшин, Георгий Чистяков, Александр Борисов, Сергий Попов, Иннокентий (Павлов)), деятели культуры (Наталья Трауберг, Борис Любимов, Владимир Илюшенко, Ольга Седакова, Георгий Мосешвили) и другие.
Патриарх Московский и всея Руси Алексий II неоднократно на епархиальных собраниях духовенства подвергал критике антицерковную деятельность радиоканала и считал невозможным участие в его работе православных. Так, на состоявшемся 23 декабря 1998 года епархиальном собрании города Москвы он отметил:

Воссоздание порушенных храмов и монастырей, реорганизация приходской жизни получают, как правило, лишь негативную оценку авторов этого канала. Подобная оценка дается и Нашим Указам и Распоряжениям. Священника, запрещенного Нами в священнослужении за присвоение церковной собственности и другие неблаговидные поступки, на данном канале пытаются выдать чуть ли не за мученика. Поток постоянной клеветы на Священноначалие, рядовое духовенство и служащих Московской Патриархии обрушивается едва ли не в каждой передаче этого радиоканала, равно как и в номерах парижской газеты с названием «Русская мысль». Явно прослеживается главная цель, которой является внедрение в сознание людей недоверия к церковной иерархии, отторжение от неё как можно больше людей, то есть разделение нашего верующего народа. Действуя по принципу «разделяй и властвуй», они пытаются прикрывать это призывами к обновлению Церкви, к очищению её от недостатков и, как образец к подражанию, преподносится церковь на Западе, в основном, Римско-католическая Церковь.
Тем не менее, в работе ХЦОКа участвовали несколько православных священников: или находящихся за штатом и в прямой оппозиции Московской патриархии (игумен Иннокентий (Павлов), протоиерей Иоанн Свиридов), или открыто симпатизирующих католичеству (священники Георгий Чистяков, Владимир Лапшин). Виктор Фомин отмечал, что «бесцеремонная критика действий священноначалия являлась одной из важнейших составляющих работы канала». В 1999 году «Независимая газета» отмечала, что позиция радиостанции «выглядит совершенно проамериканской», а сама радиостанция «занимая непримиримо жёсткую позицию по отношению к Московской Патриархии и театрально предупредительную по отношению к Ватикану, сотрудники радиоканала добиваются ровно противоположного эффекта. Слушатели невольно начинают подозревать их в чрезмерной любви к католикам и ненависти к православным. Думается, что, если бы спонсоры радиоканала узнали о таких последствиях вещания своих подопечных, они бы задумались о дальнейшем продолжении этой деятельности».
В 2000 году сообщалось, что Радио «София» на протяжении четырёх лет незаконно работала в московском радиоэфире, имела лицензию ФСТР России № 3603 от 17 марта 1999 года, выданную ООО «Си эР Тэ эН» (CRTN) с правом вещания в СВ-диапазоне на частоте 1116 кГц передатчиком мощностью 5 кВт на территорию города Москвы и Московской области. Однако радиостанция не имела своего радиовещательного оборудования и осуществляла радиовещание с технических позиций МРВС (Октябрьское поле, улица Демьяна Бедного, 24) ежедневно в объёме 19 часов в сутки (с 06:00 до 01:00) на основании договора с руководством МРВС, но в нарушение положений программной концепции в части, касающейся иновещания. Как отмечал Пётр Сахаров: «я в своё время был несколько удивлен, мы проводили такое социологическое исследование в начале 2000-х по поводу нашей аудитории, и оказалось, что у нас больше 60 процентов слушателей люди старше шестидесяти лет. Когда я приехал на очередной симпозиум европейской конференции христианских радиостанций, я с некоторым ужасом об этом сказал, они так сказали: „А чего Вы хотите? Практически все христианские радио имеют более или менее такую аудиторию, за исключением нескольких отдельных, которые проводят специальную работу для того, чтобы ориентироваться на молодёжь, но это особые радиостанции“. Как правило, преобладает старший возраст». Также он отмечал: «очень часто, переключаясь на Свободу, я слышу голоса, которые у нас бывали в эфире. У нас было очень много общих слушателей. Не только потому, что мы были соседями по средним волнам, но и по многим другим причинам».
В октябре 2005 года Европейская конференция христианских радиостанций, проводившая очередной коллоквиум в Праге, приняла в число своих членов московский Христианский церковно-общественный канал (ХЦОК) и вещающее на его волнах католическое радио «Дар».
В июле 2008 году Росохранкультура заявляла, что ООО «Си эР Тэ эН» («C.R.T.N.») осуществляет вещания с нарушением законодательства и лицензионных условий: «несоответствие общего объёма вещания в неделю; несоответствие времени вещания и несоответствие направлениям вещания».
13 сентября 2009 года Пётр Сахаров объявил в своём «живом журнале», что «Фонд „Kirche in Not“, финансировавший нас почти 15 лет, принял решение закрыть этот проект», однако планировалось продолжить вещание в интеренете. При этом он отметил, что «немалую долю его слушателей составляют те, у кого в жизни мало других радостей осталось, кроме этой частоты на средних волнах: люди пожилые, немощные, почти не имеющие возможности выходить из дому, а то и вовсе прикованные к постели, для большинства которых не так уж просто взять да освоить компьютер и интернет, а кто-то и в принципе лишён такой возможности». Радиостанция прекратила аналоговое вещание 1 ноября того же года. 13 февраля 2010 года Пётр Сахаров сообщил о решении руководства Христианского церковно общественного канала прекратить потоковое вещание поскольку «опыт показал, что собираемых добровольных пожертвований недостаточно для продолжения вещания даже в таком режиме. Завтра — последний день». 19 апреля 2010 года он сообщил, «что „Христианский церковно-общественный канал“ (=радио „София“) окончательно прекращает своё существование, не дожив двух месяцев до своего 15-летия. Он умирал долго и постепенно, а когда, казалось уже, совсем приказал долго жить, вдруг возникла вполне реальная надежда на его воскрешение — одна уважаемая организация выразила готовность взять на себя его финансирование… но все обещания оказались пустой болтовнёй, из-за которой последние деньги пришлось потратить на лишние полтора месяца аренды помещения и срочно самоликвидироваться в качестве юридического лица». Предпринимались попытки возродить вещание, но дальше выкладывания записей некоторых передач на сайте радиостанции дело не пошло.